# GraphML
GraphML è un formato file basato su XML per grafi.

## Esempio GraphML
Qui sotto c'è un esempio di un grafo con 2 nodi e un arco tra essi:
```
<?xml version="1.0" encoding="UTF-8"?>

<graphml
 
xmlns=
"http://graphml.graphdrawing.org/xmlns"
  

    
xmlns:xsi=
"http://www.w3.org/2001/XMLSchema-instance"

    
xsi:schemaLocation=
"http://graphml.graphdrawing.org/xmlns

     http://graphml.graphdrawing.org/xmlns/1.0/graphml.xsd"
>

  
<graph
 
id=
"G"
 
edgedefault=
"undirected"
>

    
<node
 
id=
"n0"
/>

    
<node
 
id=
"n1"
/>

    
<edge
 
id=
"e1"
 
source=
"n0"
 
target=
"n1"
/>

  
</graph>

</graphml>

```

## Altri formati file per Grafi
- GXL
- Trivial Graph Format
- GML
- XGMML
- Dot Language